# ادوار مانتوا
ادوار مانتوا (فرانسوی: Édouard Mantois‎) قایقران اهل فرانسه بود.